# Pavel Kohout (ekonom)
Pavel Kohout (* 25. března 1967) je český ekonom a ekonomický publicista, spolumajitel[kdy?] finanční skupiny Partners Financial Services.

## Životopis
Studoval techniku v Plzni a obor Informační a znalostní inženýrství na VŠE v Praze. Původně se začal zabývat vývojem počítačových her.[zdroj?] Např. v roce 1990 podílel na tvorbě textové počítačové hry A to snad ne?!, konkrétně na její konverzi pro osmibitové počítače Commodore 64.
Od roku 1993 začal působit ve finanční oblasti. Pracoval postupně jako ekonomický analytik pro PPF investiční společnost, Komero a ING Investment Management. Koncem devadesátých let se vrátil do PPF, ve které pracoval dalších osm let. Působil jako poradce českých ministrů financí – v letech 2002–2003 v týmu Bohuslava Sobotky (ČSSD) v koaliční vládě ČSSD s KDU-ČSL a US-DEU, v letech 2004–2006 v týmu Vlastimila Tlustého (ODS), kde připravoval rovnou daň.
V roce 2007 se stal spoluzakladatelem finanční skupiny Partners. V letech 2009–2011 byl členem Národní ekonomické rady vlády ČR (NERV), poradního sboru Topolánkovy a následně i Nečasovy vlády, a jako její člen se mj. podílel i na přípravě pensijní reformy. V březnu 2011 se stal členem dozorčí rady nově založené společnosti Český Aeroholding, ve které působil až do února 2013.
Je autorem několika knih (např. Investiční strategie pro třetí tisíciletí nebo Peníze, výnosy a rizika) a agilním publicistou. Jeho články či komentáře byly publikovány v denících Lidové noviny, MF Dnes, Hospodářské noviny, Právo nebo v časopisech Reflex, Respekt atd. Od března 2008 publikoval v měsíčníku Finmag, vydávaném jeho společností Partners, stejně jako na stránkách sesterského projektu Peníze.cz. Jeho kniha Úsvit: kritika politického systému a návrh nové Ústavy pro Českou republiku inspirovala vznik politického hnutí Úsvit přímé demokracie Tomia Okamury.
Před říjnovými volbami do sněmovny v roce 2013 Kohout spolupracoval s Okamurou a coby ekonomický poradce napsal část předvolebního programu Úsvitu. Ovšem 18. září, před volbami, se s ním rozešel.
V roce 2016 se podílel na vzniku programu strany Realisté, které předpovídal vítězství ve volbách, z jejího neúspěchu následně obvinil dodavatele stranického marketingu a údajnou blokádu strany v médiích.
Ve svých názorech je skeptický vůči cíli EU na uhlíkově neutrální ekonomiku do roku 2050. Rovněž se vymezuje proti ekologickému aktivismu Grety Thunberg, který považuje spíše než za snahu o ochranu životního prostředí za způsob jak zničit kapitalismus.
Před volbami v roce 2021 se vymezil proti Pirátům: „Motivaci lze ovšem pochopit ze sociálního složení Pirátské strany. Mnohdy jde o mladé lidi, kteří se potloukají po nájmech nebo bydlí u rodičů. Myšlenka vypudit nenáviděné boomery z jejich nemovitostí jim připadá lákavá. (..) Nejhorším hříchem boomerů je ovšem jejich bohatství: dokázali si „nasyslit“ tolik peněz a nemovitostí, že na mladé, vzdělané a perspektivní se již nedostává.
Kohout rovněž zastával smířlivé postoje vůči Rusku a v červnu 2021, půl roku před invazí Ruska na Ukrajinu, odmítl, že by něco takového bylo vůbec možné: „Rusko nemá proti Západu žádné použitelné zbraně. Putin je mocí posedlý megaloman, ale není dostatečně šílený, aby použil nukleární hlavice. Konvenční armáda není v dobrém stavu. Invaze podobná té z roku 1968 by dnes již nebyla myslitelná. Těžko očekávat akci většího měřítka, než byla anexe Krymu. Ta byla ostatně možná jen kvůli mocenskému rozkladu Ukrajiny v oné době." V článku z 22. února, dva dny před začátkem ruské invaze na Ukrajinu uvedl, Rusko je na sankce určitě dobře připraveno na dva roky a možná i mnohem déle, protože Evropa ruský plyn k energetické transformaci bude potřebovat ještě dalších nejméně patnáct let.
Jde také o aktivního blogera a bývalého člena správní rady české pobočky neziskové organizace Transparency International.

## Dílo
- KOHOUT, Pavel. Peníze, výnosy a rizika: příručka investiční strategie. [s.l.]: Ekopress, 1998. 190 s. ISBN 80-86119-06-8.
- KOHOUT, Pavel. Vitamíny pro ekonomický růst. [s.l.]: Ekopress, 2006. 384 s.
- KOHOUT, Pavel; HAVLÍČKOVÁ, Kateřina. Cesta k rovnováze: ekonomická strategie pro Českou republiku. [s.l.]: Triton, 2006. 144 s. ISBN 80-7254-694-5.
- KOHOUT, Pavel. Finance po krizi: důsledky hospodářské recese a co bude dál. [s.l.]: Grada, 2009. 224 s. ISBN 978-80-247-3199-5.
- KOHOUT, Pavel. Investiční strategie pro třetí tisíciletí. [s.l.]: Grada, 2010. 296 s. ISBN 978-80-247-3315-9.
- KOHOUT, Pavel. Úsvit: Kritika politického systému a návrh nové Ústavy pro Českou republiku. [s.l.]: Pistorius & Olšanská, 2012. 140 s. ISBN 978-80-87053-78-2.
- KOHOUT, Pavel. Dramata a frašky ekonomie: Kohout se ptá Kohouta. [s.l.]: Pistorius & Olšanská, 2013. 200 s.
- KOHOUT, Pavel. Nová abeceda financí. [s.l.]: C.H. Beck, 2013. 231 s. ISBN 978-80-7179-361-8.
- KOHOUT, Pavel. Ďáblův slovník ekonomie a financí. [s.l.]: Internet Art, 2014. 233 s. ISBN 978-80-88062-00-4.
- KOHOUT, Pavel. Investice – Nová strategie. [s.l.]: Grada, 2018. 216 s. ISBN 978-80-271-2101-4.